# The Witcher: Versus
The Witcher: Versus (с англ. — «Ведьмак: Противостояние») — браузерная многопользовательская файтинговая игра, разработанная компаниями CD Projekt RED и one2tribe, основанная на игре «Ведьмак».
Первое название игры, под которым она проходила бета-тестирование, было «Duel Mail», но сразу после релиза была переименована в «Versus». В открытом бета-тестировании могли участвовать все, кто был зарегистрирован на сайте www.thewitcher.com. Стабильная версия игры (версия 2.0) была выпущена 9 июля 2008 года.
Проект был закрыт 31 мая 2012 года после завершения сотрудничества CD Projekt RED и one2tribe.

## Об игре
Игроки могли выбрать один из трёх классов: ведьмак, чародейка, химера.
Каждый класс имеет 3 стиля боя — силовой, быстрый и магический, соответствующие защитные приёмы и особые активные и пассивные навыки. Суть игры состоит в том, чтобы вызывать других игроков на дуэли и получать за выигрыши орены и опыт. Перед поединком надо назначить последовательность атак и защитных приёмов, выигрывает дуэль тот, у кого осталось больше здоровья. Все навыки можно улучшить с ростом уровня.
Кроме того, в игре присутствуют путешествия и квесты, которые можно выполнять в путешествиях. Игра переведена на русский не полностью, поэтому тексты квестов и событий, происходящих в путешествии, по большей части отображаются на английском. Помимо этого, в игре можно объединяться в гильдии. Игроки могут вступить в уже существующую гильдию или за определённую плату создать свою собственную. Гильдии борются между собой за владение игровыми городами (если гильдия владеет городом, то каждые сутки он приносит ей прибыль). Города можно брать штурмом (чтобы начать осаду, придётся раскошелиться на 5000 оренов и 5 мандрагоры), при этом все присутствующие в городе члены противостоящих гильдий автоматически становятся защитниками и штурмующими соответственно. При этом в защите всегда есть 5 ботов, помогающих обороняющимся. Атакующим даётся 90 минут, за это время они должны перебить обороняющихся или снизить их мораль до 0. В процессе каждый игрок может бросить до 3 вызовов на поединки разным врагам, стрелять из баллисты, таранить стену, лить смолу(только защитники), лечить союзников и воскрешать павших. Особые зелья из премиум контента увеличивают ваши способности во время осад.
Так же, 26 августа 2008 года, разработчики объявили о начале «Восстания» (англ. the Outbreak). Каждый игрок должен выбрать одну из сторон конфликта — Скоя’таэли или орден Пылающей Розы. «Восстание» закончилось 27 мая 2009 года, а 10 июня 2009 года были объявлены победители.
16 января 2009 года (в версии 3.0) в игру добавлен платный премиум контент в виде «алхимии», где каждое купленное зелье даёт определённые бонусы на некоторое время.
24 ноября 2009 года официально заработала русская версия игры и русскоязычный сайт www.witcherversus.ru.
1 декабря 2009 года локальным дистрибутором игры «The Witcher: Versus» в России, а также в странах бывшего СССР, стала российская компания «Фабрика Онлайн». Возможности русской версии «Ведьмак: Versus» стали значительно шире тех, которые доступны в польской версии игры.

## Разработка
Идея создания принадлежала Михалу Мадею (пол. Michał Madej, CD Projekt RED) — главному дизайнеру компьютерной ролевой игры «Ведьмак». Дизайн всей игры разрабатывал Бенедикт Шнедер (пол. Benedykt Szneider, CD Projekt RED). Флэш-составляющая игры разрабатывалась Лукашом Витковским (пол. Łukasz Witkowski, one2tribe).